# Quan'an, Guangdong
Quan'an (kinesiska: 全安)  är en köping i sydöstra Kina. Den ligger i Nanxiong i staden Shaoguan i provinsen Guangdong,  omkring 240 kilometer nordost om provinshuvudstaden Guangzhou. Antalet invånare är 14 898. Befolkningen består av 7 486 kvinnor och 7 412 män. Barn under 15 år utgör 20,0 %, vuxna 15-64 år 67 %, och äldre över 65 år 12,0 %.